# Jacky Ickx
Jacques-Bernard "Jacky" Ickx, född 1 januari 1945 i Bryssel, är en belgisk före detta racerförare.  

## Racingkarriär

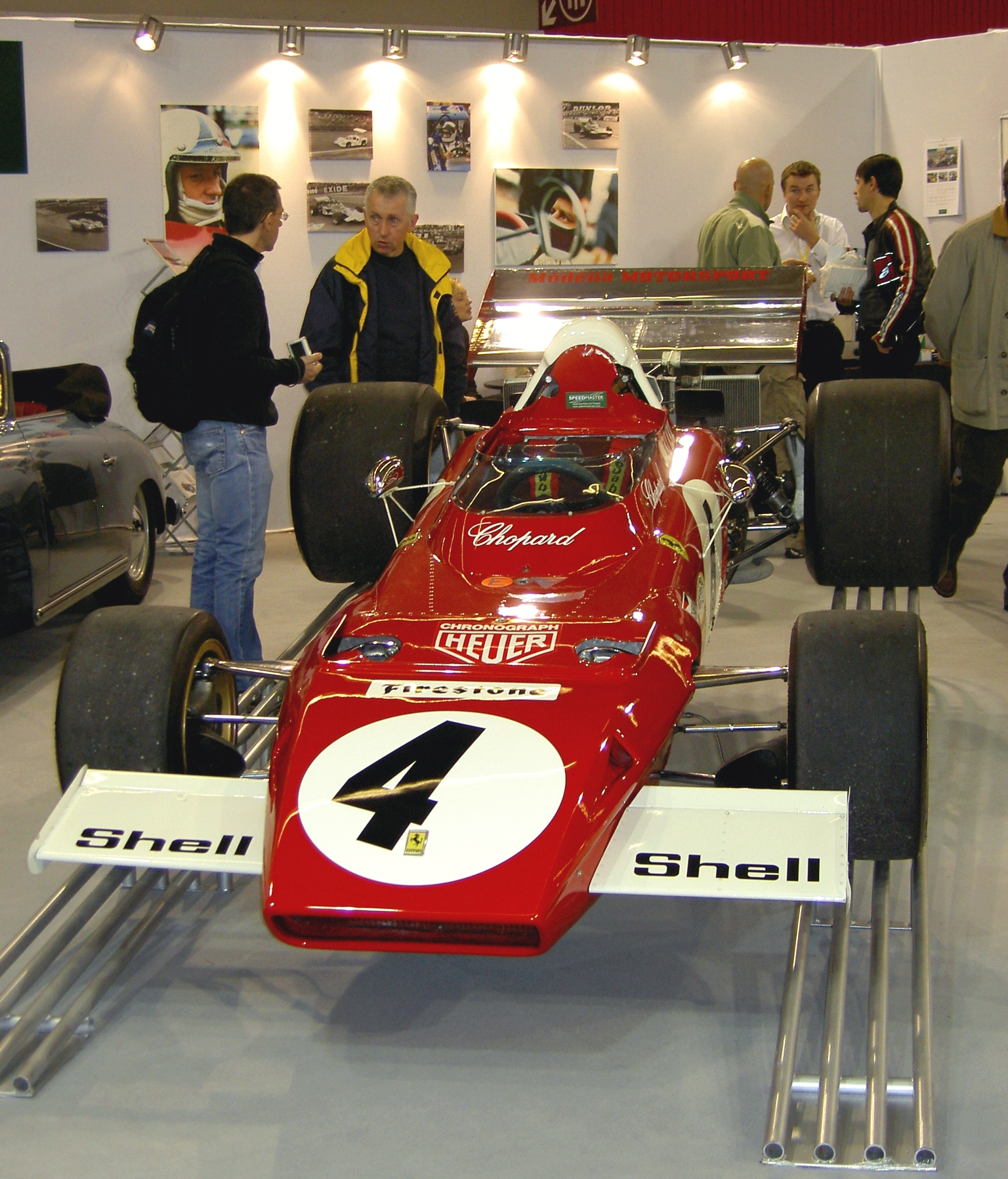
Ickx' Ferrari 312B2 från.

Ickx debuterade i Formel 1 för Cooper säsongen 1967. Hans främsta meriter är andraplatserna i Formel 1-VM 1969 och 1970. Han var stallkamrat med Ronnie Peterson 1974-1975 när de båda körde för John Player-Team Lotus Ford. 
Ickx hade länge rekordet i antalet segrar i Le Mans 24-timmars i sportvagns VM med sex segrar och tre andraplatser på 15 starter mellan åren 1966-1985 men det rekordet har nu tagits över av dansken Tom Kristensen med nio segrar. 

### Le Mans 24-timmars 1969
Ett bevis för att han höll säkerheten högt när han tävlade var när han vann sitt första Le Mans 24-timmars år 1969 med en Ford GT40 för John Wyer-Gulf Racingteam. När alla andra förare sprang över banan till bilarna, som stod snett parkerade vid sina depåer, för att köra iväg så fort som möjligt utan att anse sig ha tid att spänna fast sig, så gick Ickx sakta över banan i protest mot det som han ansåg vara den bristfälliga säkerheten. På väg över banan blev till och med nästan påkörd av en startande bil. När han kommit över, spände han ordentligt fast sig i fyrpunktsbältena i lugn och ro och körde därefter iväg som klart sista bil. Att han hade rätt i sin kritik gällande säkerhetsbristerna avseende att förarna inte hann att spänna fast sig och stänga dörren ordentligt, visade sig redan under första varvet då Porsche 917-föraren John Woolfe kraschade våldsamt obältad, kastades ur sin bil och omkom av sina skador. Tidigare hade Willy Mairesse kraschat på samma sätt året innan och blivit svårt skadad då hans dörr flög upp. Ickx vann tävlingen tillsammans med Jackie Oliver, med endast några sekunder tillgodo, efter att ha kört i 24 timmar varav den sista timmen under tävlingen ha bytt position med Porsche 908-föraren, Hans Herrmann, flera gånger under varje varv i vad som betecknas som det jämnaste Le Mans-lopp som körts. Ickx låg några meter bakom Herrmanns Porsche och slipstreamade på rakorna, eftersom Porschen var något snabbare på raksträckorna, men Ickx i sin Ford GT40 passerade Herrmann under inbromsning innan kurvorna, eftersom Porschens bromsar börjat ta slut och Porschestallet inte ansåg sig ha tid att byta dem vid depåstopp. När Ickx på morgonen nästa dag körde hem från tävlingen i sin Porsche 911 mot Paris körde plötsligt en bil upp på vägen framför honom vid staden Chartres. Ickx bromsade och väjde men sladdade av vägen och kraschade in i en stolpe och hans bil blev skrot. Han  hade dock varit fastspänd och kunde kliva ur vraket oskadd.

### Monacos Grand Prix 1984
År 1984 rödflaggade Jacky Ickx Monacos Grand Prix i Formel 1 i egenskap av tävlingschef, då han ansåg att det regnade för kraftigt och att detta äventyrade säkerheten. Rödflaggningen bidrog till att Alain Prost förlorade förarmästerskapet till Niki Lauda med en halv poäng samma år. 

### Sportvagns-VM 1985
Säsongen 1985 var Ickx involverad i en krasch med Stefan Bellof på belgiska Circuit de Spa-Francorchamps i Sportvagns-VM. Bellof körde en Porsche 956 och Ickx en Porsche 962C. Ickx körde först in i den erkänt svåra vänster-höger-vänster kombinationen och höghastighetskurvan "Eau Rouge" i cirka 250 km/h, när Bellof försökte köra om honom på vänstra insidan. Bellofs högra framdel nuddade Ickx vänstra bakdel och båda bilarna åkte av banan i hög hastighet. Ickx Porsche kanade längs Armcoräcket, medan Bellofs Porsche nästan körde rakt in i räcket, främre delen av bilen och förarutrymmet trycktes ihop helt framifrån, bilen började brinna och Bellof omkom av sina skador. Hela olycksförloppet dokumenterades av en "onboard camera" i Ickx bil, som visade händelseförloppet och som kunde friskriva Ickx från ansvaret. Kraschen blev ändå omdiskuterad gällande ansvarsfrågan, bland annat för att Ickx blivit "blåflaggad" ett flertal gånger av tävlingsfunktionärer innan händelsen, det vill säga blivit uppmanad att lämna plats för Bellof, som försökt köra om honom i tre varv innan olyckan. Ickx slutade efter säsongens slut 1985 att köra tävlingar professionellt.  
Ickx blev för sina insatser invald i International Motorsports Hall of Fame 1996.

### Meriter
- 1967 - Europamästare i formel 2 i Surtees.
- 1969 - Vinnare av Le Mans 24-timmars ihop med Jackie Oliver (Ford GT-40)
- 1975 - Vinnare av Le Mans 24-timmars ihop med Derek Bell  (Mirage GR8)
- 1976 - Vinnare av Le Mans 24-timmars ihop med Gijs van Lennep (Porsche 936)
- 1977 - Vinnare av Le Mans 24-timmars ihop med Hurley Haywood och Jürgen Barth  (Porsche 936)
- 1981 - Vinnare av Le Mans 24-timmars ihop med Derek Bell (Porsche 936)
- 1982 - Vinnare av Le Mans 24-timmars ihop med Derek Bell (Porsche 956)
- 1983 - Vinnare av Paris-Dakar-rallyt i bilklassen.

## F1-karriär
| Säsong                 | Stall/Tillverkare                                            | Placering              | Lopp  | Poäng | Etta | Tvåa | Trea | Pole | Varv |
| ---------------------- | ------------------------------------------------------------ | ---------------------- | ----- | ----- | ---- | ---- | ---- | ---- | ---- |
| 1967                   | Cooper-Maserati                                              | 20                     | 2     | 1     |      |      |      |      |      |
| 1968                   | Ferrari                                                      | 4                      | 10    | 27    | 1    |      | 3    | 1    |      |
| 1969                   | Brabham-Ford                                                 | 2                      | 11    | 37    | 2    | 2    | 1    | 2    | 3    |
| 1970                   | Ferrari                                                      | 2                      | 13    | 40    | 3    | 1    | 1    | 4    | 5    |
| 1971                   | Ferrari                                                      | 4                      | 12    | 19    | 1    | 1    | 1    | 2    | 3    |
| 1972                   | Ferrari                                                      | 4                      | 12    | 27    | 1    | 2    | 1    | 4    | 3    |
| 1973                   | Ferrari McLaren-Ford Williams (Iso Marlboro-Ford)            | 9                      | 10 1  | 8 4   |      |      | 1    |      |      |
| 1974                   | Lotus-Ford                                                   | 11                     | 15    | 12    |      |      | 2    |      |      |
| 1975                   | Lotus-Ford                                                   | 16                     | 9     | 3     |      | 1    |      |      |      |
| 1976                   | Williams (Wolf-Williams-Ford) Wolf-Williams-Ford Ensign-Ford | -                      | 3 5 4 |       |      |      |      |      |      |
| 1977                   | Ensign-Ford                                                  | -                      | 1     |       |      |      |      |      |      |
| 1978                   | Ensign-Ford                                                  | -                      | 4     |       |      |      |      |      |      |
| 1979                   | Ligier-Ford                                                  | 18                     | 8     | 3     |      |      |      |      |      |
| Sammanlagt 13 säsonger | Sammanlagt 13 säsonger                                       | Sammanlagt 13 säsonger | 121   | 181   | 8    | 7    | 10   | 13   | 14   |

| 1. Frankrike 1968 2. Tyskland 1969 3. Kanada 1969 4. Österrike 1970 5. Kanada 1970 6. Mexiko 1970 7. Nederländerna 1971 8. Tyskland 1972 |

| 1. Storbritannien 1969 2. Mexiko 1969 3. Tyskland 1970 4. Spanien 1971 5. Spanien 1972 6. Monaco 1972 7. Spanien 1975 |

| 1. Belgien 1968 2. Storbritannien 1968 3. Italien 1968 4. Frankrike 1969 5. Nederländerna 1970 6. Monaco 1971 7. Argentina 1972 8. Tyskland 1973 9. Brasilien 1974 10. Storbritannien 1974 |

| 1. Tyskland 1968 2. Tyskland 1969 3. Kanada 1969 4. Frankrike 1970 5. Tyskland 1970 6. Italien 1970 7. USA 1970 8. Spanien 1971 9. Nederländerna 1971 10. Spanien 1972 11. Storbritannien 1972 12. Tyskland 1972 13. Italien 1972 |

| 1. Tyskland 1969 2. Kanada 1969 3. Mexiko 1969 4. Nederländerna 1970 5. Tyskland 1970 6. Österrike 1970 7. USA 1970 8. Mexiko 1970 9. Spanien 1971 10. Nederländerna 1971 11. USA 1971 12. Spanien 1972 13. Tyskland 1972 14. Italien 1972 |